# NGC 4950
NGC 4950 is een lensvormig sterrenstelsel in het sterrenbeeld Centaur. Het hemelobject werd op 3 juni 1834 ontdekt door de Britse astronoom John Herschel.

## Synoniemen
- ESO 269-47
- MCG -7-27-31
- DCL 490
- PGC 45294